# Chełmża
Chełmża (en allemand : Kulmsee ou Culmsee) est une ville du powiat de Toruń, dans la voïvodie de Couïavie-Poméranie, en Pologne.

## Géographie

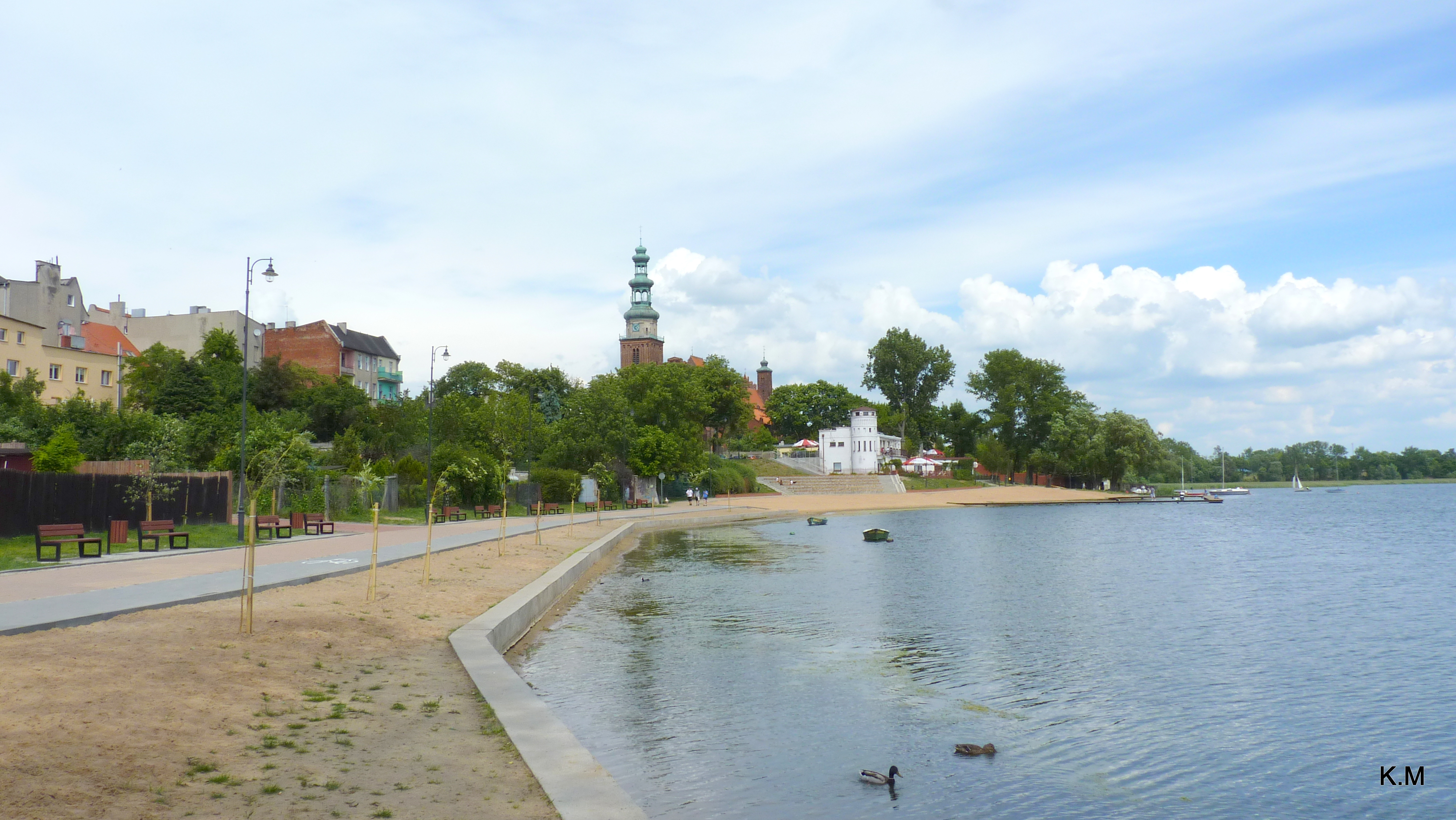
Au bord du lac.

La ville est située dans la région historique du pays de Chełmno, sur la rive du lac Chełmżyńskie, à environ 20 km au nord de Toruń et à 25 km au sud de Chełmno (avec qui il ne faut pas la confondre).

## Histoire
Le lieu de Loza est mentionné pour la première fois en 1222, au temps où Christian d'Oliva fut évêque de Prusse ; cette place forte porte le nom du lac Culmsee depuis 1251. 

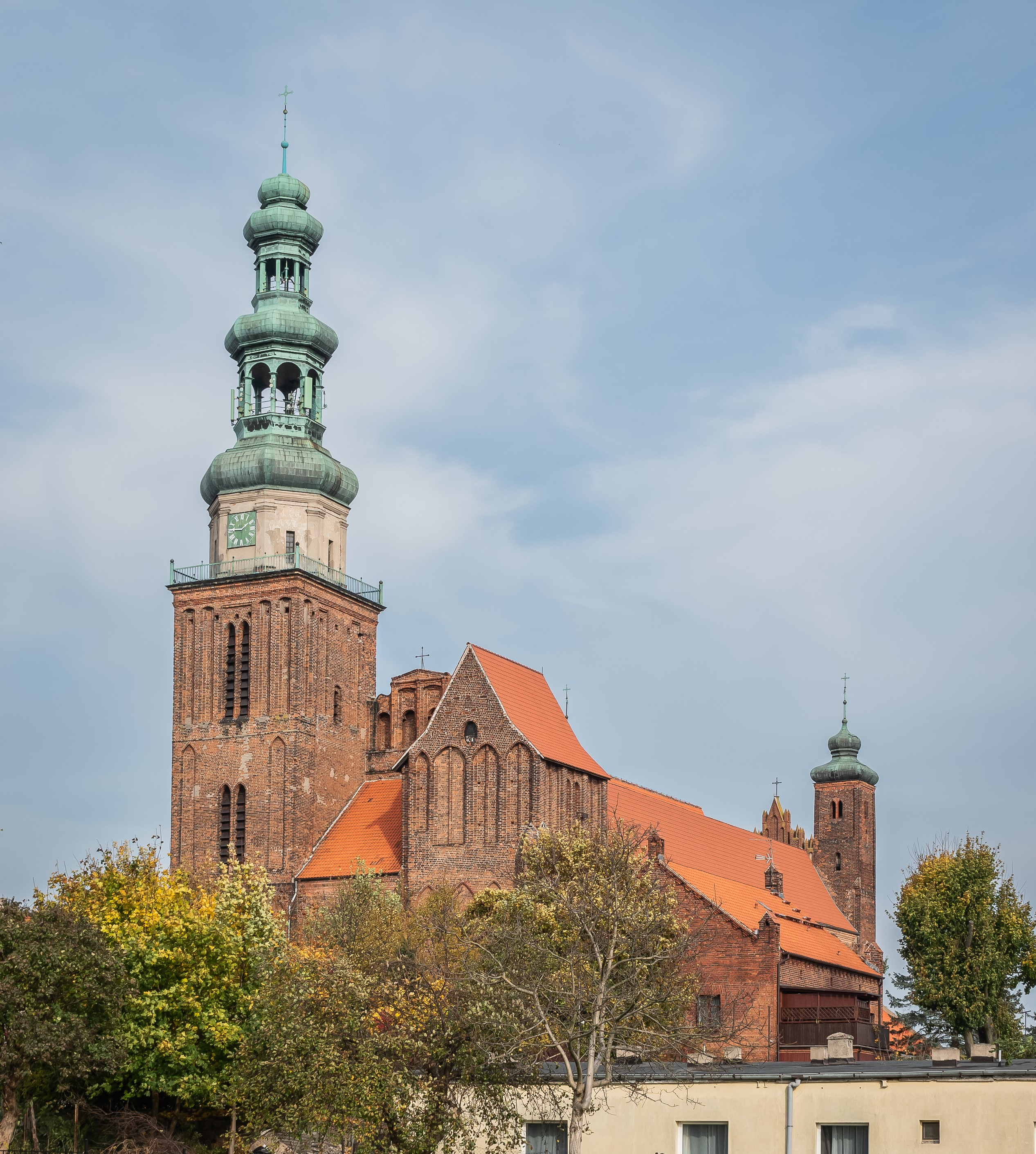
L'ancienne cathédrale de la Sainte-Trinité.

À partir de 1243, le domaine faisait partie des possessions des évêques de Chełmno (Culm) au sein de l'État teutonique. Il a reçu les droits de ville en 1251 et devient le siège épiscopal. Le 22 juillet 1251, l'évêque Heidenryk (Heidenreich) posa la première pierre pour les fondations de la cathédrale de la Sainte-Trinité dont la construction ne fut achevée qu'en 1400. La moniale Judith de Kulmsee, un parent du grand maître Anno von Sangershausen, y fonda un monastère et l'hôpital Saint-Georges en 1256.
Après la guerre de Treize Ans, selon les stipulations du traité de Thorn conclu en 1466, le pays de Chełmno reviendra à la couronne de Pologne et fut incorporé dans la Prusse royale. En 1625, l'ordre des Frères mineurs a fondé un monastère à l'église Saint-Georges. Les citoyens de Chełmża vivaient principalement d'agriculture et de la brasserie. En 1824, le siège épiscopal est transféré à Pelplin.
Au cours du premier partage de la Pologne en 1772, la ville est annexée par le royaume de Prusse. De 1818 jusqu'à 1920, Kulmsee fait partie de l'arrondissement de Thorn (de) dans le district de Marienwerder au sein de la province de Prusse-Occidentale. Sous les dispositions du traité de Versailles, elle a été cédée à la république de Pologne. Après l'invasion de la Pologne en 1939, Kulmsee fut occupée par la Wehrmacht et incorporée dans le Reichsgau Danzig Westpreußen jusqu'en 1945.
Après la fin de la Seconde Guerre mondiale en 1945, Chełmża reviendra à la république de Pologne.

## Monuments

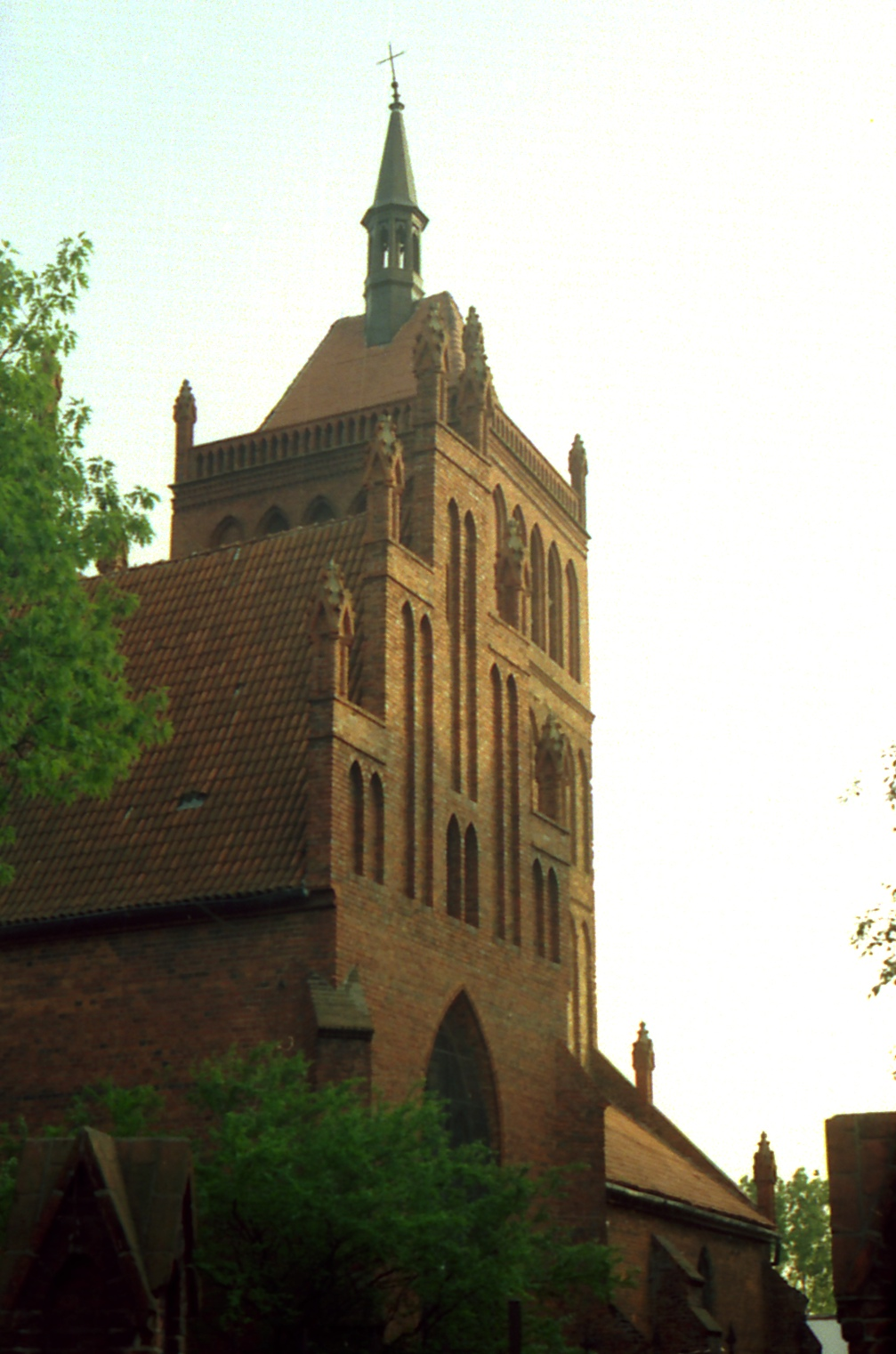
Église Saint Nicolas

La ville possède la basilique de la Sainte-Trinité de Chełmża, ancienne cathédrale du diocèse de Chełmno. L'église gothique remonte au XIVe siècle ; elle est aujourtd'hui la cocathédrale du diocèse de Toruń au rang de basilique mineure.
L'église Saint-Nicolas fut la paroissiale protestante jusqu'en 1945.

## Jumelages
- Nieuwerkerk aan den IJssel (Pays-Bas)
- Sangerhausen (Allemagne)

## Personnalités liées à la ville
- Kurt Vespermann, acteur allemand né à Chełmża en 1er mai 1887, († 13 juillet 1957 à Berlin) ;
- Gerhard Goldbaum, né le 26 novembre 1903 à Kulmsee, mort probablement en mars 1944 à Auschwitz, ingénieur du son ;
- Étienne-Vincent Frelichowski, né le 22 janvier 1913, prêtre catholique martyr à Dachau, béatifié en 1999 († 23 février 1945)[1] ;
- Sławomir Oder, né le 7 août 1960, prêtre catholique, président de la Cour d'appel de la Curie ;
- Andrzej Mierzejewski, né le 7 décembre 1960 à Chełmża, coureur cycliste ;
- Michał Kwiatkowski, champion du monde de cyclisme sur route, né à Chełmża en 2 juin 1990.